# ESPN PPV
 (mai 2021).
Si vous disposez d'ouvrages ou d'articles de référence ou si vous connaissez des sites web de qualité traitant du thème abordé ici, merci de compléter l'article en donnant les références utiles à sa vérifiabilité et en les liant à la section « Notes et références ».
ESPN PPV ou ESPN Pay-Per-View est le nom générique du service de télévision à la carte des chaînes du réseau américain ESPN. Comme le reste du réseau ESPN, ESPN PPV appartient à 80 % à la Walt Disney Company et à 20 % à Hearst Corporation.
ESPN a aussi lancé en une déclinaison numérique du service ESPN Extra qui propose un ensemble de programmes en direct ou enregistrés du catalogue d'ESPN, d'ESPN on ABC et aussi des chaînes internationales. 

## Historique
Le 20 mai 1983, ABC Sports et ESPN diffusent leur premier programme en télévision à la carte, quatre matchs de boxe de la WBA et WBC, le service annoncé depuis plusieurs mois est alors nommé RSVP pour Reserved Seat Video Productions,
En août 1999, ESPN lance deux nouveaux services ESPN Extra et ESPN Now, pour l'information en continue
En juin 2003, ESPN lance un nouveau service de télévision à la carte ESPN PPV avec le lot ESPN College Grand Slam comprenant 24 matchs de baseball de la Division I (NCAA) pour 19,95 $.
En mars 2005, ESPN diffuse son premier match de boxe en PPV sur ESPN PPV. Elle propose depuis le 21 septembre 2005 sur le réseau câblé de Verizon des émissions ou des retransmissions d'événements sportifs en Pay-per-view (télévision à la carte).